# Décès en 1215
Décès
- 1211
- 1212
- 1213
- 1214
- 1215
- 1216
- 1217
- 1218
- 1219

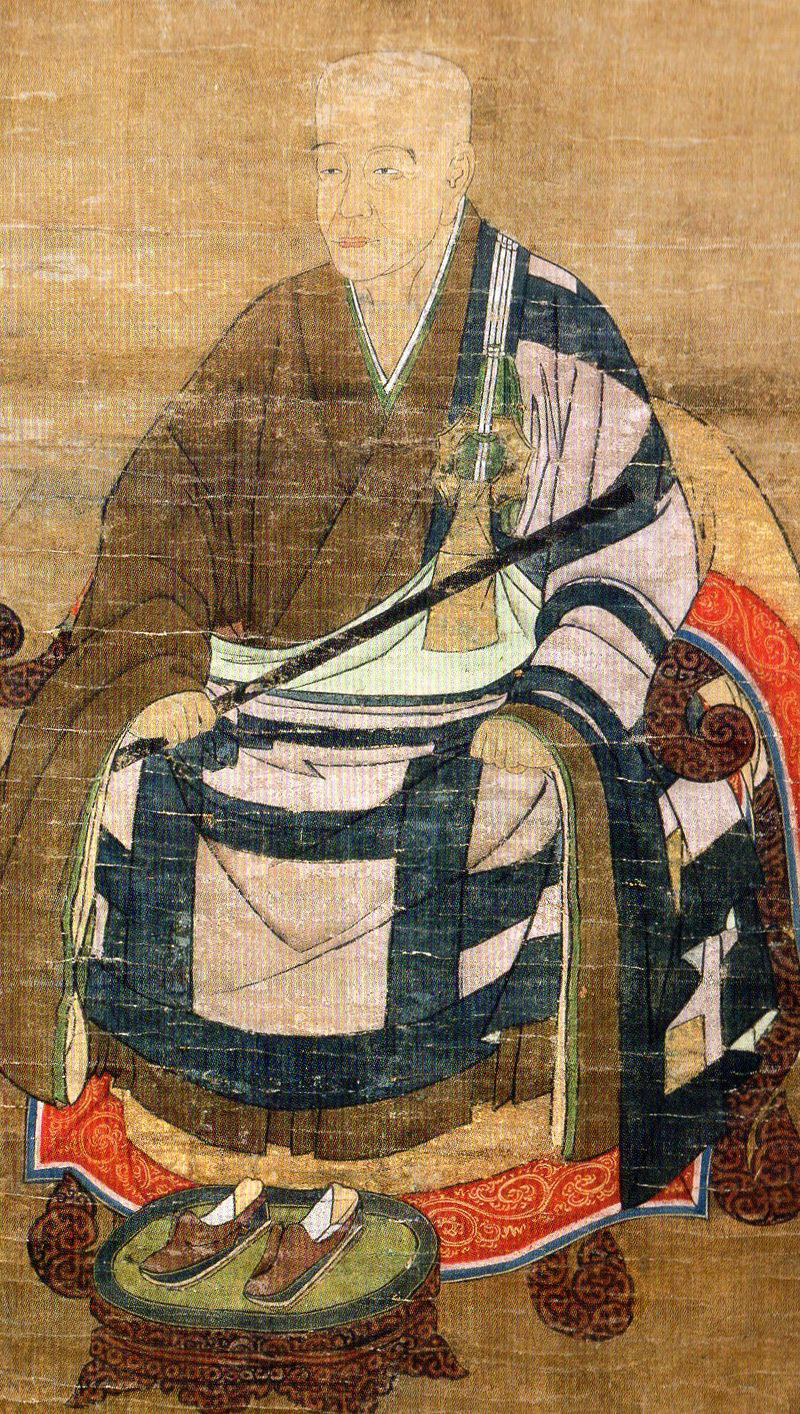
Eisai, mort en 1215.

Cette page dresse une liste de personnalités mortes au cours de l'année 1215 :
- 20 / 27 février : Manfred II de Saluces, marquis de Saluces.
- 2 juillet : Eisai, fondateur de l’école rinzai au Japon.
- 29 novembre : Angelo, cardinal.

- Aldobrandino I d'Este, noble italien, podestat de Ferrare, de Vérone et de Mantoue :  il commande, pour le pape, l'expédition de la Marche d'Ancône.
- Girard d'Athée, chevalier, seigneur d'Athée, sénéchal de Touraine et gouverneur du château de Chinon, fidèle conseiller et serviteur du roi d'Angleterre Jean sans Terre.
- Gérard de Canville, châtelain et baron anglo-normand membre de la Noblesse anglaise.
- Domnall Ban MacWilliam, prétendant au trône d'Écosse.
- Michel Ier Doukas, fondateur de l’État successeur d’Épire.
- Géraud IV d'Armagnac, comte d'Armagnac et de Fezensac.
- Giraut de Bornelh, troubadour.
- Roncelin de Marseille, moine, puis abbé  de l'Abbaye de Saint-Victor de Marseille, vicomte de Marseille.
- Sicard de Crémone, évêque italien, canoniste et liturgiste.
- Hōjō Tokimasa, samouraï.

date incertaine (vers 1215)
- Bertran de Born, seigneur d'Hautefort et troubadour.